# Файв-Пойнтс (Флорида)
Файв-Пойнтс (англ. Five Points) — статистически обособленная местность, расположенная в округе Колумбия (штат Флорида, США) с населением в 1362 человека по статистическим данным переписи 2000 года.

## География
По данным Бюро переписи населения США, статистически обособленная местность Файв-Пойнтс имеет общую площадь в 6,73 квадратных километров, водных ресурсов в черте населённого пункта не имеется.
Статистически обособленная местность Файв-Пойнтс расположена на высоте 50 м над уровнем моря.

## Демография
По данным переписи населения 2000 года, в Файв-Пойнтс проживало 1362 человека, 266 семей, насчитывалось 417 домашних хозяйств и 480 жилых домов. Средняя плотность населения составляла около 202,38 человека на один квадратный километр. Расовый состав населённого пункта распределился следующим образом: 82,75 % белых, 15,71 % — чёрных или афроамериканцев, 0,22 % — азиатов, 0,88 % — представителей смешанных рас, 0,22 % — других народностей. Испаноговорящие составили 1,91 % от всех жителей статистически обособленной местности.
Из 417 домашних хозяйств в 30,5 % воспитывали детей в возрасте до 18 лет, 36,9 % представляли собой совместно проживающие супружеские пары, в 22,1 % семей женщины проживали без мужей, 36,2 % не имели семей. 28,1 % от общего числа семей на момент переписи жили самостоятельно, при этом 9,8 % составили одинокие пожилые люди в возрасте 65 лет и старше. Средний размер домашнего хозяйства составил 2,56 человек, а средний размер семьи — 3,11 человек.
Население статистически обособленной местности по возрастному диапазону по данным переписи 2000 года распределилось следующим образом: 23,1 % — жители младше 18 лет, 13,5 % — между 18 и 24 годами, 36,1 % — от 25 до 44 лет, 18,8 % — от 45 до 64 лет и 8,4 % — в возрасте 65 лет и старше. Средний возраст жителей составил 32 года. На каждые 100 женщин в Файв-Пойнтс приходилось 138,1 мужчин, при этом на каждые сто женщин 18 лет и старше приходилось 141,8 мужчин также старше 18 лет.
Средний доход на одно домашнее хозяйство статистически обособленной местности составил 15 057 долларов США, а средний доход на одну семью — 15 375 долларов. При этом мужчины имели средний доход в 17 446 долларов США в год против 11 964 доллара среднегодового дохода у женщин. Доход на душу населения статистически обособленной местности составил 15 057 долларов в год. 30,7 % от всего числа семей в населённом пункте и 43,8 % от всей численности населения находилось на момент переписи населения за чертой бедности, при этом 67,6 % из них были моложе 18 лет и 8,8 % — в возрасте 65 лет и старше.